# Paralimna approximata
Paralimna approximata är en tvåvingeart som beskrevs av Cresson 1947. Paralimna approximata ingår i släktet Paralimna och familjen vattenflugor.
Artens utbredningsområde är Kamerun. Inga underarter finns listade i Catalogue of Life.